# Henry Glass

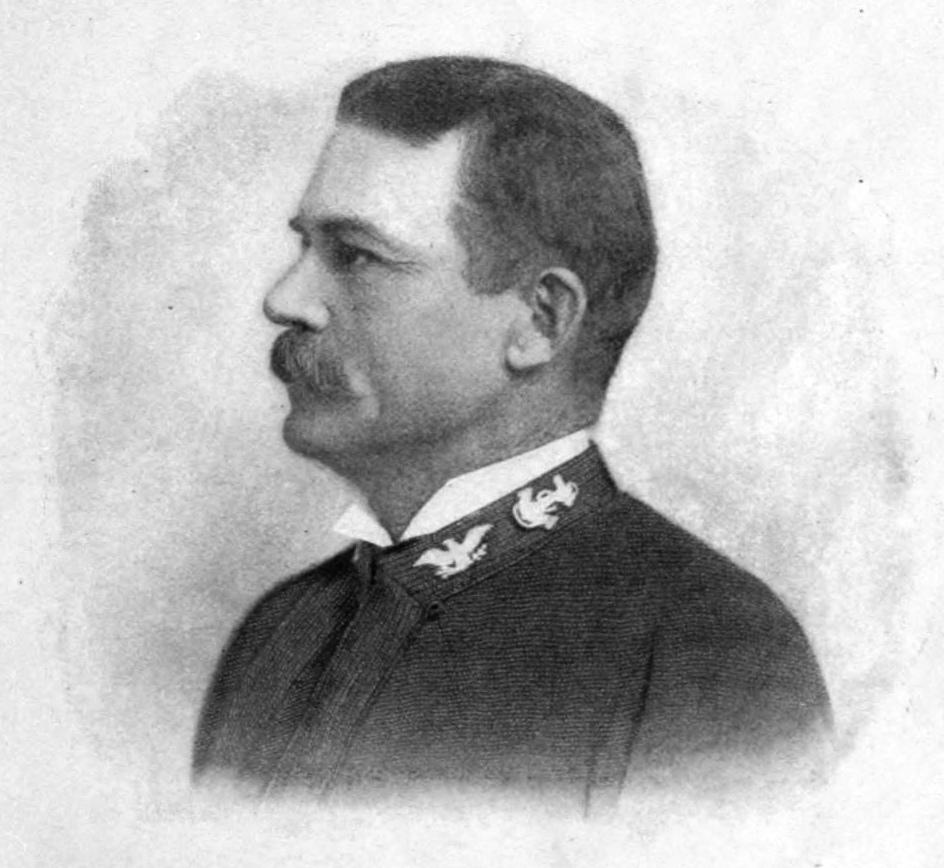
Henry Glass

Henry Glass (Hopkinsville, 7 de janeiro de 1844 — Paso Robles, 1 de setembro de 1908) foi um Almirante da Marinha dos Estados Unidos, mais lembrado por seu papel na captura de Guam na Guerra Hispano-Americana . Ele também era um veterano da União da Guerra Civil Americana.

## Vida
Glass nasceu em Hopkinsville, Kentucky, e entrou para a Academia Naval em 1860, graduando-se um ano antes do previsto com a patente de alferes em 28 de Maio de 1863. Durante a Guerra Civil Americana participou de confrontos contra os confederados.

## Guerra Hispano-Americana
Quando iniciou a Guerra Hispano-Americana Glass partiu com o USS Charleston para Guam, onde capturou facilmente a pequena guarnição espanhola da ilha que nem sabia da guerra.

## Anos finais
Glass foi promovido à Almirante em 1901. Glass faleceu em 1  de setembro de 1908.